# Oldřich Menhart
Oldřich Menhart (25. června 1897 Praha – 11. února 1962 Praha) byl český typograf, tvůrce písma, kaligraf, knižní grafik a odborný publicista.

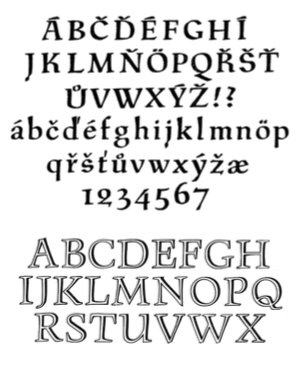
Ukázka Menhartových písem President (1949) a Monument (1950)

## Život
Narodil se v rodině pražského stříbrníka Huberta Menharta a jeho manželky Julie, rozené Malečkové, jako čtvrtý syn a dvojče se sestrou Boženou. Vyrostl ve stříbrnické dílně svého otce a prostřednictvím jeho profese a řemesel svých starších bratří Františka (zlatníka), Antonína (zinkografa) a Václava (zlatorytce) brzy poznal techniky tvorby a reprodukce písma. Vyučil se typografem (1914). Byl na studijním pobytu v Antverpách a v Cronbergu, svou praxi doplnil v Bauerově písmolijně a ve Stemplově závodě ve Frankfurtu nad Mohanem, v Offenbachu nad Mohanem u bratrů Klingsporů, v Peignotově závodě a v Imprimerie Nationale v Paříži.

## Dílo
V letech 1923–1925 vyučoval na typografické škole v Praze, vedl kurzy psaní a kreslení písma. Do roku 1929 pracoval jako faktor ve velkých pražských grafických závodech. Od roku 1933 do roku 1935 pracoval v tiskárně Kryl & Scotti v Novém Jičíně. Následně od roku 1935 do roku 1938 v tiskárně Karel Kryl v Novém Jičíně a v letech 1939 až 1950 v tiskárně Karel Kryl v Kroměříži. Ve svobodném povolání pak působil jako kaligraf a typograf. Podílel se na úpravách knih pro různá česká nakladatelství, věnoval se též tvorbě ex libris, která prováděl buď technikou dřevorytu nebo zinkografie. Upravil nové vydání Komenského Labyrintu světa a ráje srdce (1958). V rámci Ročenky knihtiskařů a časopisu Typografia publikoval odborné články z oblasti písmařství a knižní typografie. Vydal několik vlastních knih, např. Regule kaligrafů (1947), Nauka o písmu (1954) či Tvorba typografického písma (1957). Je autorem 24 původních návrhů typografických písem, která postupně vydávaly písmolijny v Československu, v Německu (Frankfurt nad Mohanem) a v Anglii (Londýn). Usiloval o nalezení národního charakteru písma v typech odpovídajících zvláštnostem češtiny.
Jeho kurzívu a italiku zakoupila v roce 1932 písmolijecká firma Bauersche Gießerei z Frankfurtu nad Mohanem, další jeho písmo používaly také londýnské firmy Monotype Corporation a Lanston Monotype Corporation.
V současnosti byla jeho písma Figural Romana a Figural Kursiva digitalizována.

### Písma
1930 – Menhartova antikva

1934 – Menhartova romana

1943 – Manuscript antikva

1948–1949 – Figural romana

1949 – Česká unciála

1950 – Parlament

1950 – Monument

1953 – Triga antikva

#### Písma
- Písma Oldřicha Menharta na MyFonts
- Manuscript Antikva
- Menhart Kursiva
- Menhartova Romana
- Parlament
- Standard
- Česká unciála
- Fugural
- Monument
- Vajgar

### Grafická úprava knih
Graficky upravil tři desítky knih, spolupracoval s řadou soukromých vydavatelů a tiskáren. Byl členem SČUG Hollar a Spolku českých bibliofilů, pracoval také pro Skupinu moravských knihomilů. Některé biliofilské tisky vybavil originálními kaligrafickými přílohami, do mnohých kreslil kaligrafické iniciály.
Napsal také množství článků a odborných publikací, které se dočkaly německých vydání.

## Ocenění
Roku 1937 získal ocenění na Mezinárodní výstavě umění a techniky v Paříži – Čestný diplom.